# ماريون باري
ماريون باري (بالإنجليزية: Marion Barry)‏ هو سياسي أمريكي، ولد في 6 مارس 1936 في إيتا بينا في الولايات المتحدة، وتوفي في 23 نوفمبر 2014 في واشنطن العاصمة في الولايات المتحدة بسبب قصور القلب. حزبياً، نشط في الحزب الديمقراطي. وقد انتخب عمدة واشنطن العاصمة (2 يناير 1979 – 2 يناير 1991) وانتخب عمدة واشنطن العاصمة (2 يناير 1995 – 2 يناير 1999).

## روابط خارجية
- ماريون باري على موقع الموسوعة البريطانية (الإنجليزية)
- ماريون باري على موقع مونزينجر (الألمانية)
- ماريون باري على موقع إن إن دي بي (الإنجليزية)